# Cheongmyeong (métro de Séoul)
Cheongmyeong (hangeul : 청명 ; hanja : 淸明) est une station de passage de la ligne Suin–Bundang du métro de Séoul. Elle est située au 1670 Bongyeong-ro, quartier Yeongtong-dong, dans l'arrondissement Yeongtong-gu de la ville Suwon-si, sur le territoire de la province Gyeonggi-do, au sud-est de Séoul, en Corée du Sud.
Ouverte en 2011, la station est desservie par les rames omnibus qui circulent sur la ligne Suin–Bundang.

## Situation sur le réseau

Plan du réseau (2023)

Établie en souterrain, la station Cheongmyeong est une station de passage de la ligne Suin–Bundang du métro de Séoul. : elle est située entre la station Sanggal, en direction du terminus nord Cheongnyangni, et la station Yeongtong en direction du terminus ouest Incheon.

## Histoire
La station Cheongmyeong est mise en service le 1er décembre 2012, lors de l'ouverture à l'exploitation de la section de Giheung à Mangpo de la ligne Bundang,.
Elle est incluse dans la ligne Suin–Bundang, le 12 septembre 2020, lors de la création de cette nouvelle ligne par la fusion de la ligne Bundang et de la ligne Suin, reliées par un nouveau tronçon complété par l'utilisation en commun d'un tronçon de la ligne 4 du métro de Séoul.